# Chirurdzy (seria 6)
Szósty sezon serialu medycznego stacji ABC Grey’s Anatomy: Chirurdzy. Premiera w Stanach Zjednoczonych miała miejsce 24 września 2009. Sezon wyprodukowany przez ABC Studios we współpracy z Shondaland oraz The Mark Gordon Company. Jest to ostatni sezon, w którym występuje Katherine Heigl.

## Good Morning, Part 1
- Pierwsza emisja (USA): 24 września 2009
- Reżyseria: Ed Ornelas
- Scenariusz: Krista Vernoff
- Oficjalny polski tytuł: Żałoba

### Streszczenie
Wstęp:
Izzie wraca do świata żywych, lecz doktor Derek Shepherd wraz z Owenem Huntem ogłaszają śmierć mózgu George’a O’Malleya.
Meredith Grey przychodzi chwilę po odzyskaniu przytomności przez Izzie do jej sali i prosi Mirande Bailey i Richarda Webbera do sali w której Shephard operuje O’Malleya. Powiadamiają ich, że mózg George’a nie żyje. Callie mocno przeżywa całe zajście. Hunt pyta Mirande, czy George był dawcą organów, ponieważ podczas wypadku O’Malley zgubił swoje dokumenty. Miranda każe czekać do przyjazdu matki George’a. Amanda, dziewczyna którą uratował George tracąc przez to własne życie pyta Lexie i Sloana kim był O'Mally, ponieważ wszyscy płaczą z powodu jego śmierci. Grey i Sloan słysząc to biegną na salę operacyjną. Mała Grey zaprzecza temu, że zmasakrowana osoba to George. Callie potwierdza śmierć byłego męża. Cały szpital jest wstrząśnięty tym zajściem. Do szpitala zostaje przyjęty nastolatek, który mdleje na rozgrywkach Futbolowych i skarży się na ból w plecach. Arizona nie jest w stanie mu pomóc. Przyjeżdża matka George’a i prosi Callie żeby to ona zdecydowała o pobraniu narządów O’Malleya. Callie decyduje, że najlepiej z nich wszystkich znała go Izzie i prosi Kareva aby ten poinformował ją o śmierci George’a. Izzie decyduje, że George oddałby wszystkie narządy. Do szpitala przyjeżdża dziewczyna z wypadku w którym straciła obie ręce i nogę. Jej koleżanki przywożą za karetką obie ręce. Zarząd nie jest zadowolony z pracy Webbera i planują jego odejście na emeryturę, podczas gdy jego obowiązki pełniłby Shepard. Izzie prosi o ostatnie pożegnanie z George’em. Cristina chce się zbliżyć do Hunta, lecz ten usprawiedliwia się terapią. Miarnda wypytuje dokładnie gdzie pójdą narządy jej zmarłego rezydenta. Odbywa się pogrzeb George’a. Najbardziej zrozpaczona jest Amanda, której George uratował życie. Izzie odchodzi od grobu, a za nią Meredith, Alex i Cristina. Izzie zostaje wypisana ze szpitala. W domu Derek przyłapany na stosunku z Meredith na schodach, postanawia oddać swoją przyczepę Izzie i Alexowi. Callie odchodzi ze szpitala do Mercy West po tym jak szef odmówił jej awansu na lekarza prowadzącego. Sloan z Lexie wprowadzają się do nowego mieszkania, zaraz obok mieszkania Callie.

### Muzyka
- Sweet Honey In The Rock – „Wade In The Water”
- O+S – „The Fox”
- Joy Williams – „Speaking A Dead Language”
- James Yuill – „This Sweet Love"

## Goodbye, Part 2
- Pierwsza emisja (USA): 24 września 2009
- Reżyseria: Krista Vernoff
- Scenariusz: Bill D’Elia
- Oficjalny polski tytuł: Pożegnanie

### Streszczenie
Cristina i Owen muszą powstrzymać się od seksu. Meredith i Derek „konsumują” swój ślub wszędzie, gdzie nie pójdą. Izzie opłakuje jej najlepszego przyjaciela, George’a, po jego śmierci. Lexie z Owenem zajmują się dziewczyną z wypadku motorówki. Okazuje się, że ma ropień, jednak nie pozwala się zoperować. Arizona i Alex mają pacjenta, u którego błędnie zdiagnozowano bóle wzrostowe. Chcą wykonać ponownie kilka badań, jednak szef się nie zgadza. Miranda przez cały czas krzyczy na dr Yang i obwinia ją, ponieważ nie może sobie poradzić ze stratą George’a. Lexie wprowadza się w końcu do Marka. Przeszkadza jej to, że obok mieszka Callie, która kiedyś kochała się ze Sloanem. Dr Torres zostaje przyjęta do Mercy West po tym, jak składa rezygnację w Seattle Grace Hospital z powodu braku posady na specjalistę ortopedii. Szef ma wypadek samochodowy. Zostaje przywieziony do Mercy West, gdzie leczy go Callie. Dr Torres odpłaca się pięknym za nadobne przekazuje Webbera stażyście, aby go leczył. Cristina i Owen razem chodzą na terapie do dr Wyatt. Do Mercy West trafia również pacjent Arizony i Alexa. Callie robi rezonans, o który prosiła Robbins, ale nic nie pokazuje. Clara, którą wszyscy nazwali „ceviche”, nie radzi sobie ze zrobieniem pierwszych kroków z protezą nogi – cały czas poddaje się. Melogram Andiego (pacjenta Arizony) pokazuje na zakotwiczenie rdzenia kręgowego. Mała mikrooperacja sprawia, że chłopak zostaje wyleczony. Iz daje wykład Amandzie – dziewczynie uratowanej przez George’a, o życiu i jego ratowaniu, o nie poddawaniu się. Tak dobitnie to przekazuje, że dziewczyna przestaje przesiadywać całymi dniami przed szpitalem – bierze się w garść. Clara po rozmowie z Lexie, ćwiczy chodzenie z protezą – nie poddaje się. Wszyscy na swój sposób przeżywają utratę George’a i do każdego w różnym czasie dociera jego śmierć.

### Muzyka
- FanFarlo – „Ghosts”
- Katie Herzig – „Hologram”
- Lucy Schwartz – „Gravity”
- Emiliana Torrini – „Today Has Been OK"

## (I Always Feel Like) Somebody’s Watching Me
- Pierwsza emisja (USA): 1 października 2009
- Reżyseria: Michael Pressman
- Scenariusz: Tony Phelan i Joan Rater
- Oficjalny polski tytuł: Pod obserwacją

### Streszczenie
Izzie, po kilku tygodniach dochodzenia do siebie, w końcu powraca do pracy. W międzyczasie Webber oznajmia o zbliżających się zwolnieniach, co powoduje nerwową walkę o przetrwanie wśród rezydentów Seattle Grace, włączając w to Cristinę ubiegającą się o stanowisko na pediatrii u boku Arizony. Przypadek pacjentki Bailey i Alexa, już dotąd złożony, zostaje jeszcze bardziej skomplikowany przez jej cierpiącego na schizofrenię syna. Lexie zajmuje się tym chłopakiem, który widząc, że nie ma identyfikatora, rzuca ją na podłogę i ucieka. Dr Grey szuka go po całym szpitalu. Chłopak spada ze schodów uciekając przed ochroną. Jego matka ma tętniaka aorty brzusznej. Mimo tego nie pozwala się zoperować ze względu na syna. W końcu Bailey przekonuje ją do zabiegu. Arizona dowiaduje się od Callie, że Cristina pracuje na pediatrii po to, aby przetrwać fuzję. Arizona specjalnie wzywa Yang na operację noworodka, któremu przecięto rękę podczas cięcia cesarskiego, aby wygarnąć jej wszystko. Alex przez cały czas troszczy się o Izzie, podając jej leki, nawet podczas operacji, gdy Stevens asystuje dr. Shepherdowi. Część personelu zostaje zwolniona.

### Muzyka
- Gossip – „Pop Goes The World”
- Ingrid Michaelson – „The Chain”
- Rachael Yamagata – „Brown Eyes”
- Until June – „In My Head"

## Tainted Obligation
- Pierwsza emisja (USA): 8 października 2009
- Reżyseria: Tom Verica
- Scenariusz: Jenna Bans
- Oficjalny polski tytuł: Przykry obowiązek

### Streszczenie
Kiedy Thatcher, ojciec Meredith i Lexie, powraca do szpitala z uszkodzoną wątrobą, jego życie leży wyłącznie w rękach Meredith. Musi ona zdecydować czy oddać część swojego narządu ojcu. Alex wychodząc do pracy widzi niedźwiedzia, a następnie przy śniadaniu dowiaduje się, że na szyi ma kleszcza. Prosi on Izzie, żeby wrócili do domu Meredith, jednak ona nie chce. Na drugi dzień Izzie spotyka niedźwiedzia i zgadza się na przeprowadzkę. Mark, zirytowany zapałem Cristiny do rywalizacji, wkręca ją w asystowanie przy niecodziennej operacji. Izzie czuje empatię wobec pacjenta z licznymi guzami. Asystuje Owenowi podczas operacji. Gdy dowiaduje się, że nie można wyciąć guza u pacjenta, namawia Hunta do ponownej operacji. Pacjent umiera. Callie wraca do Seattle Grace.

### Muzyka
- Voluntary Butler Scheme – „Trading Things In”
- Dragonette – „Come On Be Good”
- Bachelorette – „Long Time Gone”
- Katie Herzig – „Wish You Well”
- Sébastien Schuller – „Morning Mist"

## Invasion
- Pierwsza emisja (USA): 15 października 2009
- Reżyseria: Tony Phelan
- Scenariusz: Mark Wilding
- Oficjalny polski tytuł: Inwazja

### Streszczenie
Nastaje dzień połączenia Seattle Grace z Mercy West. Rezydenci obu szpitali rywalizują o swoje kariery i operacje. Izzie jest zdenerwowana na rezydenta (Charlsa Denmana) z Mercy West i przez to popełnia błąd lekarski przy dializie, powodując zatrzymanie akcji serca u pacjentki. Kobieta musi dostać nerkę w ciągu 3 dni, w innym przypadku umrze. W międzyczasie Arizona wspiera rozwścieczoną Callie, gdy jej ojciec zatrudnia księdza, który ma pomóc przekonać Callie do umawiania się z mężczyznami. Arizona rozmawia z ojcem Callie, który później przeprasza córkę za swoje zachowanie i obiecuje jej, że będzie ją wspierał. Alex prosi szefa, aby Izzie została zwolniona, gdyż jego zdaniem nie jest w pełni zdrowa. Webber zgadza się. Gdy Izzie dowiaduje się od szefa, że zostaje zwolniona, a Alex miał w tym udział, odchodzi od niego, zostawiając mu kartkę w szatni. Cristina rozpacza, dlatego że od dawna nie asystowała przy operacji kardiochirurgicznej. Na dodatek zostaje odsunięta od przypadku, którym się zajmowała. Do tego pacjenta zostaje przydzielony rezydent z Mercy West. Cristina i Alex przychodzą do Meredith, aby ich pocieszyła. Lexie pracuje z dr. Shepherdem i rezydentką (April) z innego szpitala przy pacjencie, który jest przestępcą. April ma czerwony zeszycik, w którym notuje różne uwagi. Pacjent kradnie ten notes lekarce i daje on Lexie, która ten zeszyt czyta, a następnie obraża April przy Shepherdzie. Lexie przeprasza rezydentkę. Alex walczy o pacjenta z Reed Adamson.

### Muzyka
- „Clap” – The Myrmidons
- „I Want You Now” – Traildriver
- „Your Ghost” – Greg Laswell

## I Saw What I Saw
- Pierwsza emisja (USA): 22 października 2009
- Reżyseria: Allison Liddi-Brown
- Scenariusz: William Harper
- Oficjalny polski tytuł: W poszukiwaniu prawdy

### Streszczenie
Do szpitala zostają przywiezione ofiary pożaru hotelu. Dr April Kepner oraz dr Reed Adamson zajmują się pacjentką i jej dzieckiem, zaś Lexie wraz z dr Sloanem i dr Robbins leczą chłopaka, który ma poparzenia 2. i 3. stopnia 60% powierzchni ciała. Pacjentem Charlesa jest mężczyzna z wbitą siekierą w klatce piersiowej. Charles mdleje przy nim, wyciągając z pacjenta siekierę. Ten zaczął natychmiast wykrwawiać się. Z pomocą Bailey przyszła April, która uciskała ranę, aby zatamować krwawienie. Karev przez prawie cały odcinek rozmawia przez telefon z Izzie, namawiając ją do powrotu. Na E.R. panuje totalny chaos, żaden rezydent nie jest w stanie powiedzieć, za którego pacjenta jest odpowiedzialny. Cristina pracuje z Callie i Huntem, przy strażaku, który spadł z drabiny ratując życie chłopaka, którym zajmuje się Lexie. Przez bałagan, umiera pacjentka. Webber próbuje wyjaśnić tę sprawę. Wzywa do siebie wszystkich pracowników, począwszy od rezydentów skończywszy na asystentach. Z Webberem, w sali konferencyjnej są obecni także: Jennings z zarządu oraz szpitalny adwokat. Każdy opowiada historię po swojemu, tak jak widział całe zdarzenie. Z każdej historii, wynika coś nowego. Pacjentka, która później umarła, najpierw miała odmę opłucnej (wyleczona została z niej przez Lexie oraz Avery’ego), następnie jej drogi oddechowe spuchły, a przez to nie mogła sama oddychać i nie można było jej zaintubować. Z pomocą Charlesowi i Reed (którzy nie mogli jej zaintubować) przyszedł Karev, robiąc konikotomię, następnie wszystkie jej narządy przestawały pracować, i przewieziono pacjentkę na zabiegówkę, w której wszyscy zebrani rezydenci próbowali ją ratować. Pacjentka umiera. Reed Adamson wskazuje winnego śmierci pacjentki. Jest nią April Kepner, która badając ją, nie zajrzała do gardła, w której było pełno sadzy. Przyczyną tego było rozkojarzenie rezydentki, kiedy to ujrzała mężczyznę z wbitą w pierś siekierą. April zostaje zwolniona z pracy.

### Muzyka
- Metric – „Blindness”
- All Thieves – „We Will Be Dust”
- Faded Paper Figures – „Polaroid Solution”
- Jack Savoretti – „Songs From Different Times”
- Matt Hires – „Out Of The Dark"

## Give Peace a Chance
- Pierwsza emisja (USA): 29 października 2009
- Reżyseria: Chandra Wilson
- Scenariusz: Peter Nowalk
- Oficjalny polski tytuł: Dylematy moralne

### Streszczenie
Webber wprowadza do szpitala, model komputera, który układa harmonogramy operacji. Część ludziom to się nie podoba. Sloan stoi po stronie Richarda. Do Dereka zwraca się po pomoc szpitalny technik laboratoryjny – Isaac – mający nieoperacyjnego guza w obrębie kręgosłupa. Szef nie zgadza się na przeprowadzenie ryzykownej operacji. Jednak Derek nie przejmuje się zdaniem szefa i postanawia wyciąć guza. Shepherd organizuje konkurs dla rezydentów o asystowanie podczas operacji. Wygrywa Jackson Avery. Cristina jest załamana, że nie poradziła sobie podczas konkursu. Lexie jest zła na Dereka, że nie zaproponował jej udziału w konkursie, jednak zaraz jej przechodzi, kiedy dowiaduje się, że będzie asystować podczas operacji, aby zarządzać przerwami. Avery żartuje sobie z Lexie, gdy ta mówi mu o tym, że będzie pilnować przerw. Lexie postanawia założyć pampersa, gdy Avery mówi żeby tak dużo nie piła. Cristina popiera Lexie. Derek oszukuje szefa, że idzie z pacjentem na kraniotomię. Na sali operacyjnej Isaac opowiada swoją historię, podczas gdy Shepherd mówi, że jeśli nie będzie szans na usunięcie guza, zamknie go. Podczas operacji, okazuje się, że naczynia guza są bardziej splatane niż pokazywał to rezonans. Derek prowadzi monolog. Nie wie co zrobić. Najpierw wydziera się na Grey a później przez przypadek na Bailey, która informuje go, o tym, że szef będzie obok w sali operacyjnej. Reed Adamson chce pomóc Alexowi w przetrwaniu z bólem, po odejściu Izzie. Przed salą operacyjną, w której operuje Shepherd są Torres, Sloan i Robbins. Szef słyszy ich rozmowę, w której dowiaduje się o operacji Dereka. Wchodzi na salę operacyjną i każe Derekowi zamknąć Isaaca. Derek stał przez 10 godzin i nic nie zrobił. Następnie rozmawia z Meredith w sypialni o guzie. Nagle wpada w pomysł jak go usunąć. Wszystko rozrysowuje na ścianie. Zamierza wyciąć kręg. Drugiego dnia, po rozmowie z szefem, decyduje wraz z Lexie i Averym o zmianie planu leczenia. Będzie na ślepo wycinał naczynia połączone z guzem. Alex czeka na Izzie na oddziale onkologii, bo miała dostać I.L.-2. Szef dowiaduje się przez przypadek od Hunta i Torres o zmienionym planie leczenia Isaaca. Webber próbuje wejść do sali operacyjnej, jednak Robbins staje w obronie Shepherda operacja kończy się sukcesem – Isaac żyje i może chodzić. Hunt pomaga Cristinie w obsłudze mikroskopu do mikrooperacji (użytego w konkursie). Szef zwalnia Shepherda. Ten każe mu się z tym wszystkim przespać, odpocząć, aby następnego dnia mogli porozmawiać. Derek wraca do domu z szampanem. Jednak jest zbyt zmęczony i usypia.

### Muzyka
- Bat For Lashes – „Moon and Moon"

## Invest In Love
- Pierwsza emisja (USA): 5 listopada 2009
- Reżyseria: Jessica Yu
- Scenariusz: Stacy McKee
- Oficjalny polski tytuł: Inwestycja w miłość

### Streszczenie
Rodzice 10-letniego pacjenta Arizony ofiarowują szpitalowi hojną darowiznę. Gdy jego stan pogarsza się, Arizona popada w konflikt interesów. Callie dowiaduje się od małej Grey o urodzinach Arizony. Postanawia wydać przyjęcie-niespodziankę. Arizona jest bardzo zaskoczona o wybiega z płaczem, ponieważ jej pacjent – Wallace, umarł podczas operacji. Szef nadal nie rozmawia z Shepherdem. Cristina testuje granice jej związku z Owenem, dodatkowo dolewając oliwy do ognia. Alex zostaje sam z rachunkami za leczenie Izzie. Cristina, Hunt, Avery i Callie zajmują się dziewczyną, która spadła z dachu przez naćpanie się grzybkami i złamała sobie 50 kości. Podczas jej operacji dochodzi do zatoru powietrznego. Cristina sam chce usunąć go, jednak Hunt jej nie pozwala. Mimo sprzeciwu, dr Yang wykonuje zabieg. Przez co, Owen z Cristina się po operacji kłócą. Alex zajmuje się noworodkiem kobiety, którą zajmuje się Shepherd. Dziecko nie ma szans na przeżycie. Karev przez cały czas troszczy się o nie, trzymając je na rękach, przy gołej klatce piersiowej, przez co Shepherd, Sloan i Adamson naśmiewają się z niego. Podczas dalszej zabawy na przyjęciu – bez Arizony – Avery całuje Cristinę. Owen i Cristina godzą się ze sobą. Callie i Arizona wyznają sobie miłość.

### Muzyka
- Metric – „Gold, Guns, Girls”
- Bachelorette – „Her Rotating Head”
- Cinematic Orchestra – „Breathe”
- Sébastien Schuller – „High Green Grass”
- Faded Paper Figures – „North By North”
- Brandi Carlile – „Before it Breaks”
- Correatown – „Everything All At Once"

## New History
- Pierwsza emisja (USA): 12 listopada 2009
- Reżyseria: Rob Corn
- Scenariusz: Allan Heinberg
- Oficjalny polski tytuł: Nowa historia

### Streszczenie
W szpitalu pojawia się nowy kardiochirurg, dr Teddy Altman, która jest przyjaciółką Owena z Iraku; jest to „prezent” dla Cristiny od Owena, jednak ta kwestionuje umiejętności nowego chirurga na sali operacyjnej. Izzie powraca do Seattle Grace ze swoim nauczycielem ze szkoły średniej, poszukując kuracji na jego demencję. Unika kontaktu z Alexem. Meredith wraca do pracy po przerwie. Stres Richarda związany z fuzją szpitali daje się we znaki.

### Muzyka
- Joy Williams – „Sunny Day”
- Gossip – „Vertical Rhythm”
- Stars of Track and Field – „End of All Time”
- Greg Laswell – „In Spite of Me”
- The Civil Wars – „Poison & Wine"

## Holidaze
- Pierwsza emisja (USA): 19 listopada 2009
- Reżyseria: Robert Berlinger
- Scenariusz: Krista Vernoff
- Oficjalny polski tytuł: Świąteczny chaos

### Streszczenie
Mirandę odwiedza jej ojciec, który nie popiera jej życiowych wyborów (rozwodu, całkowitego poświęcania się pracy). Mark i Lexie muszą stawić czoła niespodziewanej wizycie kobiety z jego przeszłości, która, jak się okazuje, jest jego córką. Thatcher Grey nie pochwala ostatniego zachowania szefa, w jego obronie staje Meredith. Wszyscy razem spędzają święta w domu Meredith, na których jest także Bailey i jej ojciec.

### Muzyka
- Sixpence None the Richer – „Christmastime is Here”
- Sara Ramirez – „Silent Night”
- Coldplay – „Have Yourself a Merry Little Christmas”
- Jars of Clay – „Drummer Boy”
- Sébastien Schuller – „Awakening”
- Ingrid Michaelson – „Snowfall"

## Blink
- Pierwsza emisja (USA): 14 stycznia 2010
- Reżyseria: Randy Zisk
- Scenariusz: Debora Cahn
- Oficjalny polski tytuł: W mgnieniu oka

### Muzyka
- „Play” – Correatown
- „Breaking News” – Jack Savoretti
- „Hawthorne To Hennepin „ – Clint Michigan
- „Cosmic Love „ – Florence & The Machine

## I Like You So Much Better When You’re Naked
- Pierwsza emisja (USA): 21 stycznia 2010
- Reżyseria: Donna Deitch
- Scenariusz: Tony Phelan & Joan Rater
- Oficjalny polski tytuł: Naga prawda

### Streszczenie
Izzie postanawia wrócić po tym jak Meredith daje jej znać, że Alex postanowił „iść ze swoim życiem naprzód”. W momencie gdy Izzie pojawia się w mieszkaniu, Meredith zabrania mówić Alexowi i Lexie o ich wspólnie spędzonej, minionej nocy. Badania Izzie są prawidłowe, nie ma już raka, postanawia znaleźć nową pracę, w szpitalu w pobliżu Seattle, żeby móc ułożyć sobie życie z Alexem. Prosi o dobrą rekomendację Dereka. Ten zaś mówi Meredith, że Izzie nie zostanie przyjęta do tamtego szpitala z powodu zbyt zagmatwanej przeszłości. Daje jednak warunek, że jeśli Meredith doniesie o problemie Webbera i jeśli wtedy on (Derek) zostanie szefem chirurgii to przywróci Izzie na jej stanowisko w SGH. Meredith przełamuje się i donosi o alkoholowych problemach Richarda, zarządowi. Izzie przeprowadza poważną rozmowę z Alexem, podczas której on mówi jej, że m.in.: bardzo ją kocha, że tak dużo razem przeszli (ślub, choroba), a potem ona odeszła, zostawiła go, on sobie dał z tym radę i wie dzięki temu, że jest dobrym człowiekiem i że nie zasłużył sobie na takie traktowanie, że nadal ją kocha, ale nie mogą być razem, że lepiej żeby wyjechała i żyła szczęśliwie.
Po tym Izzie decyduje się wyjechać.

### Muzyka
- „Everybody” – Ingrid Michaelson
- „Something Bigger, Something Better” – Amanda Blank
- „Oh Dear” – Brandi Carlile
- „Your Side Now” – Trent Dabbs
- „Better” – Matthew Mayfield

## State of Love and Trust
- Pierwsza emisja (USA): 4 lutego 2010
- Reżyseria: Jeannot Szwarc
- Scenariusz: Stacy McKee
- Oficjalny polski tytuł: Miłość i zaufanie

### Streszczenie
Napięcie rośnie gdy pada zdanie, że nowym szefem zostanie Derek. Lexie zapewnia resztę pracowników, że Derek jest lojalny i sprawiedliwy. Derek i Larry Jennings prezentują Webberowi dwie opcje: odejście na emeryturę lub kurację odwykową. Derek zapewnia Richarda, że jego praca będzie na niego czekać, jednak ten potrzebuje czasu, aby się zastanowić. Podczas operacji budzi się pacjent. Miranda zaczyna panikować i krzyczy na anestezjologa. Ponownie usypiają pacjentkę i kończą operację. W wyniku komplikacji pacjentka potrzebuje kolejnej operacji, ale pamięta ona wszystko z przebudzenia włącznie z paniką Mirandy i odmawia by to ona przeprowadzała operację. Jednocześnie chce, by operowała ją Meredith, która podczas tego incydentu zachowała spokój. Meredith nie jest przekonana czy jest gotowa do solówki, ale Miranda zapewnia ją, że jest gotowa dodając, że w ostatnim czasie Richard kogoś uczył to była właśnie ona. Operacja przebiega pomyślnie. Arizona deklaruje, że Alex ma talent do pediatrii, jeśli potrafi rozróżnić obronę pacjenta od krzyczenia na jego rodziców. Teddy unika Cristiny w pracy, gdy Owen nie chce jej zostawić samej. Uprawiają oni sex przy każdej okazji.

### Muzyka
- „Bang Bang” – Melanie Fiona
- „Do Do Do” – Nellie McKay
- „In Knowing” – Swimming in Speakers
- „I'm Still Dancing” – Minuit
- „Wait Til You See My Smile” – Alicia Keys
- „Yours” – Fay Wolf

## Valentine's Day Massacre
- Pierwsza emisja (USA): 11 lutego 2010
- Reżyseria: Stephen Cragg
- Scenariusz: William Harper
- Oficjalny polski tytuł: Walentynkowy koszmar

### Streszczenie
Są walentynki. Z tej okazji Meredith, Cristina, Owen i Derek wybierają się na wspólną kolację. Jednak w drodze do restauracji są wezwani z powrotem do szpitala z powodu wielu rannych. Zawalił się dach w popularnej restauracji. Derek stara się poradzić sobie ze swoim napiętym kalendarzem szefa chirurgii, podczas gdy Meredith zmaga się z nowymi obowiązkami jako żona szefa. Mark i Callie próbują przekonać Sloan, aby postąpiła słusznie odnośnie do jej dziecka.

### Muzyka
- The Clash – „The Magnificent Seven”
- Correatown – „Shine Right Through”
- Swell Season – „In These Arms”
- Freelance Whales – „Starring”
- The XX – „Islands"

## Time Warp
- Pierwsza emisja (USA): 18 lutego 2010
- Reżyseria: Rob Corn
- Scenariusz: Zoanne Clack
- Oficjalny polski tytuł: W pułapce czasu

### Streszczenie
Derek, jako nowy szef, organizuje serię wykładów w ramach których Richard, Bailey i Callie przedstawiają chirurgiczne przypadki stanowiące punkty zwrotne w ich karierach. Bailey wspomina swoje pierwsze dni jako nieśmiały rezydent, Callie przywołuje przypadek choroby Heinego-Medina, a Richard opowiada o przypadku w którym razem z Ellis Grey zajmował się pacjentem u którego zdiagnozowano GRID – wirus znany później jako HIV.

### Muzyka
- Switchfoot – „Always”
- Hall and Oates – „Maneater”
- The Go-Gos – „Our Lips Are Sealed”
- Faded Paper Figures – „Metropolis”
- Total Babe – „Shape Up”
- Lissie – „Everywhere I Go"

## Perfect Little Accident
- Pierwsza emisja (USA): 4 marca 2010
- Reżyseria: Bill D’Elia
- Scenariusz: Peter Nowalk
- Nieoficjalny polski tytuł: Mały idealny wypadek

### Streszczenie
Richard Webber wraca po odwyku do Seattle Grace jako lekarz prowadzący na chirurgii ogólnej. Do szpitala trafia z powodu skurczów brzucha dziadek Jacksona. Okazuje się nim Harper Avery – światowej sławy chirurg, fundator Nagrody Harpera Avery’ego. Chce być świadomy podczas operacji, którą ma przeprowadzić Webber, ku niezadowoleniu Dereka. W SG pojawia się także pacjent chorujący kiedyś na raka ze zwłóknieniem płuc. Niestety jego szanse na przeszczep płuc są znikome.

### Muzyka
- „Trick Pony” – Charlotte Gainsbourg
- „Slippin'” – Quadron
- „You Can Keep 'Em” – Ali Harter
- „From The Woods!!” – James Vincent McMorrow
- „Die Young” – The Sweet Serenades

## Push
- Pierwsza emisja (USA): 11 marca 2010
- Reżyseria: Chandra Wilson
- Scenariusz: Deborah Cahn
- Nieoficjalny polski tytuł: Pchnij

### Streszczenie
Sloan nie radzi sobie dobrze z brakiem kobiet. Callie radzi mu, by znalazł sobie kogoś i umówił się, więc umawia się z Teddy. W szpitalu leży Audrey, pacjentka z wielkim guzem oplatającym narządy. Hunt i Webber walczą o przeprowadzenie operacji. Tymczasem Ben i Bailey umawiają się na trzecią randkę. Miranda jest przerażona faktem, że być może skończą razem w łóżku. Karev i Avery zajmują się mężczyzną, u którego nie mogą „znaleźć” serca podczas badania stetoskopem. Okazuje się, że z powodu braku jednego płuca narząd przemieścił się i znajduje się w okolicach nerki. Altman może je umieścić na miejscu poprzez wprowadzenie implantu piersi. Pomaga jej Mark.

### Muzyka
- „Serve Them Well” – Swimming in Speakers,
- „L-O-V-E” – SugaRush Beat Company
- „Tonight” – Emy Reynolds
- „Worrisome Heart” – Melody Gardot
- „Cold Summer” – Seabear

## Suicide is Painless
- Pierwsza emisja (USA): 25 marca 2010
- Reżyseria: Jeannot Szwarc
- Scenariusz: Tony Phelan i Joan Rater
- Nieoficjalny polski tytuł: Samobójstwo jest bezbolesne

### Streszczenie
Do szpitala trafia Kim z obrzękiem płuc. Pacjentka ma IV stadium raka wielokomórkowego z przerzutami do węzłów chłonnych i wątroby. Kim prosi lekarzy, aby pomogli jej umrzeć, z czym nie może pogodzić się Hunt. Sam ma wspomnienia związane z jego misją w Iraku. Tymczasem Mark spotyka z Teddy. Jest zadowolony, że pragnie stworzyć dojrzały i przyszłościowy związek. Callie musi zmierzyć się z tym, że Arizona nie chce mieć dzieci. Rezydenci zajmują się trzema mężczyznami, którzy skoczyli na nartach z helikoptera. Okazuje się, że często organizują sobie niebezpieczne wypady, gdyż ich życie codziennie jest nudne. Meredith jest zła na Dereka za kradzież operacji wycięcia guza.

### Muzyka
- „Holding Out for Love” – Ashtar Command
- „Hold On” – Angus and Julia Stone
- „Static Waves” – Andrew Belle
- „Draw Your Swords” – Angus and Julia Stone
- „Heaven (feat. Natalie Merchant)” – Brett Dennen
- „Abandon Ship” – Sorry Kisses

## Sympathy for the Parents
- Pierwsza emisja (USA): 1 kwietnia 2010
- Reżyseria: Debbie Allen
- Scenariusz: Allan Heinberg
- Nieoficjalny polski tytuł: Współczucie dla rodziców

### Streszczenie
Derek mówi Meredith, że będzie mieć z nią piękne dzieci. Przyjeżdża brat Alexa, Aaron. Okazuje się, że ma przepuklinę pępkową. Arizona i Callie wciąż nie mogą zgodzić się w sprawie dziecka. Mark rozmawia z Torres o seksie z Teddy w tym samym czasie co Altman i Arizona. Do szpitala trafia pacjentka po zasłabnięciu w sklepie. Prawdopodobnie ma nawrót raka. Lekarze zajmują się policjantką postrzeloną podczas służby. Lexie zauważa, że April zadurzyła się w Dereku. Natomiast Hunt ma znowu napady stresu pourazowego.

### Muzyka
- „You're Not Stubborn” – Two Door Cinema Club
- „Remember Us” – Aqualung
- „I Found You” – Luluc

## Hook, Line and Sinner
- Pierwsza emisja (USA): 29 kwietnia 2010
- Reżyseria: Tony Phelan
- Scenariusz: Meg Marinis
- Nieoficjalny polski tytuł: Hak, lina i grzesznik

### Streszczenie
Rodząca Sloan wraca do domu Marka. Arizona, Teddy i Callie przyjmują na świat zdrowego chłopca. Sloan postanawia oddać synka do adopcji. Tymczasem umowa Teddy z Seattle Grace pomału wygasa, a do szpitala przybywa doskonały kardiochirurg Tom Evans, któremu Derek proponuje posadę w SG. Meredith zauważa, że dr Kepner podkochuje się w jej mężu. Callie nie może pojąć, dlaczego Arizona nie chce dziecka.

### Muzyka
- „Traveler's Song” – The Future of Forestry
- „Scattered Diamonds” – Hungry Kids Of Hungary
- „Everybody Loves You” – Jenn Grant
- „Sunset & Echo „ – Correatown
- „Trapped In a New Scene” – Octoberman

## How Insensitive
- Pierwsza emisja (USA): 6 maja 2010
- Reżyseria: Tom Verica
- Scenariusz: William Harper
- Nieoficjalny polski tytuł: Bez wyczucia

### Streszczenie
Do szpitala trafia mężczyzna z otyłością. Przed jego przyjęciem, Bailey tłumaczy rezydentom jak bardzo ważne jest wyczucie i delikatność w kontakcie z pacjentem. Derek przechodzi przez spotkanie z prawnikami w sprawie śmierci jego pacjentki. Przez cała sytuację Sheperd jest nieprzyjemny dla personelu. Callie opiekuje się pacjentką z uszkodzonym kolanem. Dziewczyna jest wyraźnie zainteresowana Torres. Pacjentką Teddy jest kobieta po zawale serca. Do szpitala przybyła z córką. Opiekę nad nią powierzono Yang. Callie i Arizona zrywają ze sobą.

### Muzyka
- „Bless The Waves” – The Deer Tracks
- „Be My Thrill” – The Weepies
- „Wonder” – Jack Savoretti
- „One Day Soon” Luluc
- „Make It Without You” – Andrew Belle

## Shiny Happy People
- Pierwsza emisja (USA): 13 maja 2010
- Reżyseria: Ed Ornelas
- Scenariusz: Zoanne Clack & Peter Nowalk
- Nieoficjalny polski tytuł: Promiennie Szczęśliwi Ludzie

### Streszczenie
Owen zaproponował Yang wspólne mieszkanie. Meredith mówi Cristinie, że może być coś między Huntem a Teddy. Altman przyłapuje Sloana z Reed w łóżku. Między Bailey i Jayem dochodzi do zbliżenia. Lexie wciąż jest zagubiona między Alexem a Markiem. Callie nie może pogodzić się, że nie jest już z Arizoną. Pacjentką Torres jest starsza kobieta ze złamaniami przedramienia. W szpitalu pojawia się też starszy mężczyzna, który spadł ze schodów na statku podczas wycieczki. Okazuje się, że oboje byli w sobie zakochani przed 50 laty. Pacjentką Kareva i Robbins jest szesnastolatka (gościnnie Demi Lovato) ze schizofrenią paranoidalną. Pacjentką Sloana i Meredith kobieta po wypadku samochodowym z poparzeniem twarzy czekająca na przeszczep włosów.

### Muzyka
- Andrew Belle – „Open Your Eyes”
- Keane – „My Shadow”
- Goldfrapp – „Shiny And Warm”
- Richard Walters – „American Stitches”
- Chandra Wilson (Miranda Bailey) – „Ain't Nothing Like The Real Thing”
- Kerry Leatham – „Do You Fancy Me (Bluff)”

## Sanctuary
- Pierwsza emisja (USA): 20 maja 2010
- Reżyseria: Stephen Cragg
- Scenariusz: Shonda Rhimes
- Nieoficjalny polski tytuł: Świętość

### Streszczenie
Meredith robi test ciążowy, który wychodzi pozytywnie. Nerwowa sytuacja panuje między Callie i Arizoną i między Owenem, Cristiną oraz Teddy. Do szpitala powraca Gary Clark, aby pomścić śmierć swojej żony. Szuka Sheperda. Po drodze zabija Reed i strzela do Alexa. Szpital zostaje zamknięty w celu znalezienia Clarka. Cristina i Meredith zostają zamknięte na poczekalni, Bailey i Percy w pomieszczeniu pacjentki (gościnnie Mandy Moore), a Arizona i Callie na oddziale pediatrycznym.

### Muzyka
- Katie Herzig – „Holding Us Back”
- Patrick Park – „How The Heart Grows Wicked"

## Death and All His Friends
- Pierwsza emisja (USA): 20 maja 2010
- Reżyseria: Rob Corn
- Scenariusz: Shonda Rhimes
- Nieoficjalny polski tytuł: Śmierć i wszyscy jej przyjaciele

### Streszczenie
Derek zostaje postrzelony przez Clarka. Teddy i Owen transportują pacjenta na OIOM, bo inaczej nie przeżyje. Mark i Lexie zajmują się postrzelonym Alexem, a Bailey wraz z pacjentką Mary rannym Percym. Webber stoi na zewnątrz szpitala. Callie i Arizona zajmują się dziewczynką z pękniętym wyrostkiem robaczkowym. Meredith, Cristina i April przygotowują się do operacji Sheperda. Z powodu braku lekarza prowadzącego to Yang ma operować serce Dereka.
Callie i Arizona wyznają, że nie mogą bez siebie żyć i godzą się. Operacja Dereka kończy się pomyślnie.

### Muzyka
- Mariah McManus – „Unarmed”
- Landon Pigg – „The Way It Ends”
- Andrew Belle – „In My Veins"